# Phronia emarginata
Phronia emarginata är en tvåvingeart som beskrevs av Gabriel Strobl 1901. Phronia emarginata ingår i släktet Phronia och familjen svampmyggor. Inga underarter finns listade i Catalogue of Life.